# Melchor de Prego Cano
Melchor Cano O. P. (Illana, Guadalajara 1541-Madridejos, Toledo 1607) fue un fraile dominico, sobrino del teólogo homónimo Melchor Cano. 

## Biografía

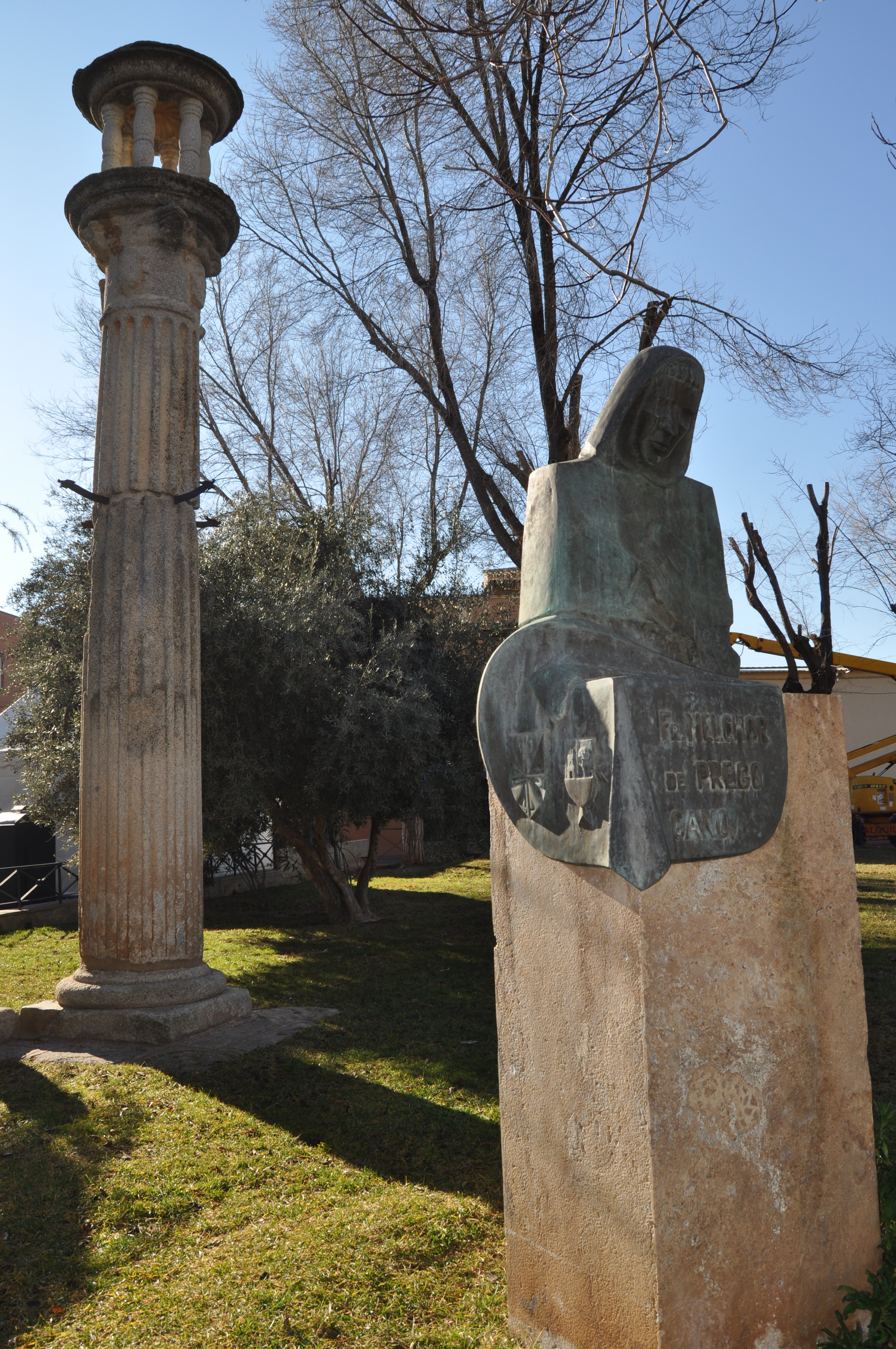

Baltasar de Prego  Cano, que era su auténtico nombre de pila, nació en Illana (Guadalajara) en 1541. Hijo de Mateo Prego y Ana Cano Cordido. Su madre, Ana Cano, natural de la villa de Tarancón, era hermana del ilustre teólogo dominico, Melchor Cano, que llegó a ser consejero real de Carlos V, Felipe II y obispo de Canarias. Quedó huérfano a los 8 años y fue enviado a Salamanca para recibir las primeras lecciones de gramática. Baltasar desde pequeño dio muestras de piedad y vocación religiosa, lo que no pasó desapercibido a su tío, el afamado teólogo Melchor, que por entonces se encontraba como regente del colegio de San Gregorio en Valladolid. Baltasar, en 1556, marchó a Valladolid a estudiar a dicho colegio. El tío Fray Melchor, que había renunciado a la mitra para dedicarse a la orden de Santo Domingo, coincidió durante algunos meses viviendo en el mismo convento que el sobrino. Baltasar tomó el hábito de santo Domingo, en 1559, en el convento de Piedrahita (Ávila), cambiando su nombre Baltasar de Prego por Melchor Cano, el mismo nombre en homenaje a su tío teólogo y obispo. Si el tío fray Melchor destacó en el ámbito académico y político, el sobrino homónimo, además de tener una sólida formación en teología y letras, destacó en santidad y virtudes cristianas.
Por su excelente rendimiento académico, al acabar sus estudios, sus superiores le ofrecieron la posibilidad de continuar como lector en el Colegio de San Gregorio en Valladolid, pero prefirió la vida de oración monástica a la académica. Pasó al convento de Piedrahita (Ávila) con veintisiete o veintiocho años, progresando como fraile de la orden de Predicadores. Fue maestro de novicios y llegó a prior del convento hasta que con cincuenta y cinco años marchó a Madridejos. 
Fue en este convento de Piedrahita donde empezó a experimentar los efectos místicos en su alma, los éxtasis y arrobamientos. Tuvo trato y amistad con Madre Teresa de Jesús a la que había confesado en numerosas ocasiones. La relación entre fray Melchor Cano y santa Teresa se mantuvo en el tiempo ya que se volvieron a encontrar en otros lugares, como se constata posteriormente en Segovia, donde en su carta al P. Domingo Báñez en mayo de 1574 dice “Ayer  estuve con un padre de su Orden, que llaman fray Melchor Cano. Yo le dije que de haber muchos espíritus como el suyo en la orden, que pueden hacer los monasterios contemplativos [....] Mejor lo hace el P. fray Melchor, que digo, de una vez que le hablé en Ávila, dice le hizo mucho provecho; y que no le parece hay hora, que no me trae delante. ¡Oh qué espíritu y alma tiene Dios allí!, en gran manera me ha consolado”
Fray Melchor Cano mostró su interés por abrir un convento en los dominios del Priorato de San Juan y vio en Madridejos la mejor de las posibilidades.  Se desplazaron a Madridejos los dominicos fray Esteban de Soria y fray Julián Vicente junto con fray Melchor Cano. Desde la fecha de la fundación, 10 de octubre de 1598, fray Melchor Cano asume las funciones de prior, que hasta entonces había tenido las de vicario. El convento desde los orígenes se une a la advocación de S. Jacinto.
Mientras tenía oraciones prolongadas empezaron los éxtasis, levitaciones, raptos; en los primeros años los tuvo en privado, en la soledad de la celda o del coro, intensificándose a partir de los cuarenta y, ya con sesenta años, en 1601, empiezan a manifestarse más frecuentemente en público lo que hizo correr la voz y aumentar su fama entre la gente. ”Era visitado del Señor con soberanas delicias, visiones, éxtasis y elevaciones”
Uno de los testigos de la época, decía que, en los últimos seis años de su vida, los éxtasis fueron más frecuentes, tanto en su celda, como en el coro, tanto de rodillas como sentado. Calculaba el testigo que pudo ser “unas trescientas veces solo en Madridejos”.  El caso más conocido fue en el convento Dominico de la Santa Cruz en Segovia, el 4 de noviembre de 1602, a las cuatro de la mañana entró en éxtasis estando a la vista de toda la gente de Segovia
Murió en el convento de San Jacinto, en Madridejos el 30 de marzo de 1607, permaneciendo su cuerpo incorrupto enterrado en la iglesia del convento. Se inició el proceso de recogida de testimonios para la beatificación no habiendo sido concluido hasta la fecha. En Madridejos se celebraban fiestas anuales en su memoria. La desaparición del convento con la desamortización en 1835 y la ruina de la iglesia tras dos incendios hizo que su memoria se fuera perdiendo, hasta que sus restos fueron trasladado al convento de Santo Domingo en Caleruega en 1964.

## Enlaces Externos
- Cuadernos de historia y Cultura popular III: COMPENDIO HISTÓRICO CRONOLÓGICO DE LA VIDA, VIRTUDES Y CULTO DEL VENERABLE FRAY MELCHOR CANO.http://historiaycultura.madridejos.es/p/cuadernos-de-historia-y-cultura-popular_37.html
- Los escritos de Herrera Casado. http://www.herreracasado.com/1999/04/09/fray-melchor-cano-un-santo-alcarreno/

- Datos: Q104537599